# B-611
El B-611 es un misil balístico de corto alcance (SRBM) chino de combustible sólido desarrollado por Corporación Nacional de Importación y Exportación de Maquinaria de Precisión de China (CPMIEC). [4] El misil tiene un alcance máximo de 150 a 400 km (93 a 249 millas). 
El desarrollo del B-611 comenzó en 1995, y se mostró por primera vez en 2004. Una variante más nueva se mostró a finales de 2006.
El B-611 se vendió a Turquía mediante transferencia de tecnología. Fue la base para desarrollar los misiles J-600T Yıldırım y Bora.